# 元徽 (济北王)
元徽（？—547年9月27日），河南郡洛阳县（今河南省洛阳市东）人，魏献文帝拓跋弘的曾孙，光禄少卿、济北郡王元叡之子。

## 生平
元徽在普泰年间承袭了父亲的济北郡王爵位，以通直郎为起家官。武定五年八月，东魏皇帝元善见不堪忍受忧痛耻辱，吟咏谢灵运的诗说：“韩亡子房奋，秦帝鲁连耻，本自江海人，志义动君子。”常侍、侍讲荀济知道元善见的意思，于是与尚书祠部郎中元瑾、长秋卿刘思逸、华山王元大器、淮南王元宣洪及元徽等人谋划诛杀高澄。元善见假装下诏书询问荀济说：“您打算什么时候讲课？”于是假装在宫中修建土山，向着北城挖掘地道，挖到千秋门时，守门人发觉地下响声，向高澄报告。高澄指挥军队进宫，三天后，元善见被幽禁在含章堂。八月壬辰（547年9月27日），元徽与荀济等人在市场被烹杀。